# Клименки (Мачухівська сільська громада)
Клименки́ — село в Україні, у Мачухівській сільській громаді Полтавського району Полтавської області. Населення становить 73 особи. До 2020 орган місцевого самоврядування — Калашниківська сільська рада.

## Географія
Село Клименки знаходиться за 2 км від лівого берега річки Полузір'я, за 1 км від сіл Калашники, Підлепичі та Писаренки.

## Історія
12 червня 2020 року, відповідно до розпорядження Кабінету Міністрів України № 721-р «Про визначення адміністративних центрів та затвердження територій територіальних громад Полтавської області», село увійшло до складу Мачухівської сільської громади.
19 липня 2020 року, в результаті адміністративно - територіальної реформи та ліквідації Полтавського району(1925—2020, село увійшло до складу новоутвореного Полтавського району.

## Економіка
- Свино-товарна ферма.